# Hormonas y motivación sexual
La motivación sexual está influenciada por las hormonas como la testosterona, estrógeno, progesterona, oxitocina y vasopresina. En la mayoría de las especies de mamíferos, las hormonas sexuales controlan de la capacidad para involucrarse en comportamientos sexuales. Sin embargo, las hormonas sexuales no regulan directamente la capacidad de copular en los primates (incluidos los humanos). Más bien, las hormonas sexuales en los primates son sólo una influencia en la motivación para participar en comportamientos sexuales.

## Medición de la motivación sexual
La motivación sexual se puede medir usando una variedad de técnicas diferentes. Las medidas de autoinforme, como el Inventario de Deseo Sexual, se usan comúnmente para detectar niveles de motivación sexual en humanos. Técnicas de autoinforme, como la tubería falsa, se pueden usar para garantizar que las personas no falsifiquen sus respuestas para representar resultados socialmente deseables. La motivación sexual también se puede examinar implícitamente a través de la frecuencia del comportamiento sexual, incluida la masturbación.

## Hormonas

### Testosterona

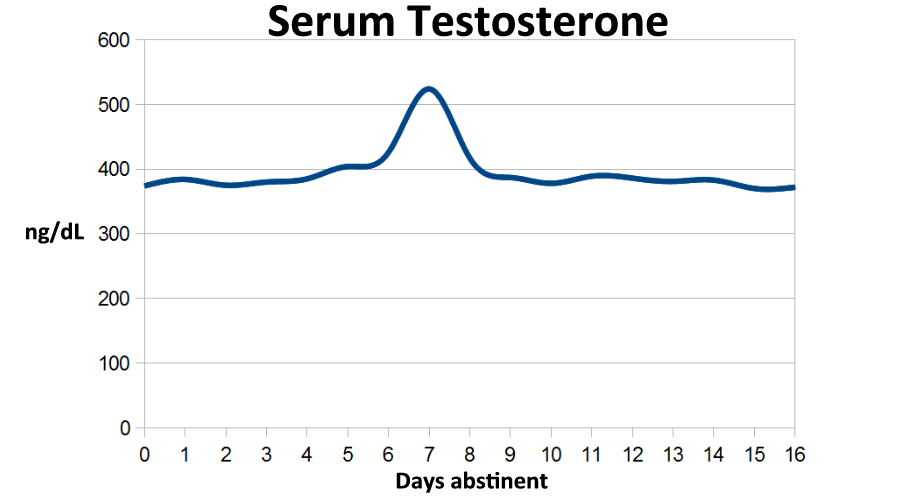
Según datos de la Revista de la Universidad de Zhejiang–Science, los niveles de testosterona masculina siguen un ritmo que corresponde a la distancia temporal a la actividad sexual.

La testosterona parece ser un factor importante que contribuye a la motivación sexual en los primates masculinos, incluidos los humanos. Se ha demostrado que la eliminación de la testosterona en la edad adulta reduce la motivación sexual tanto en los hombres como en los primates varones. Los hombres que tenían su función testicular suprimida con un antagonista de GnRH mostraron disminuciones en el deseo sexual y la masturbación dos semanas después del procedimiento. La investigación de monos rhesus machos sugiere las funciones de testosterona para aumentar la motivación sexual, lo que motiva a los machos a competir por el acceso a parejas sexuales. Se postula que los efectos motivadores de la testosterona en los monos rhesus machos promueven la competencia sexual exitosa y pueden ser herramientas motivadoras particularmente importantes para los machos de bajo rango. Es importante tener en cuenta que la eliminación de testosterona en primates no reduce la capacidad de copular; más bien, reduce la motivación para copular.

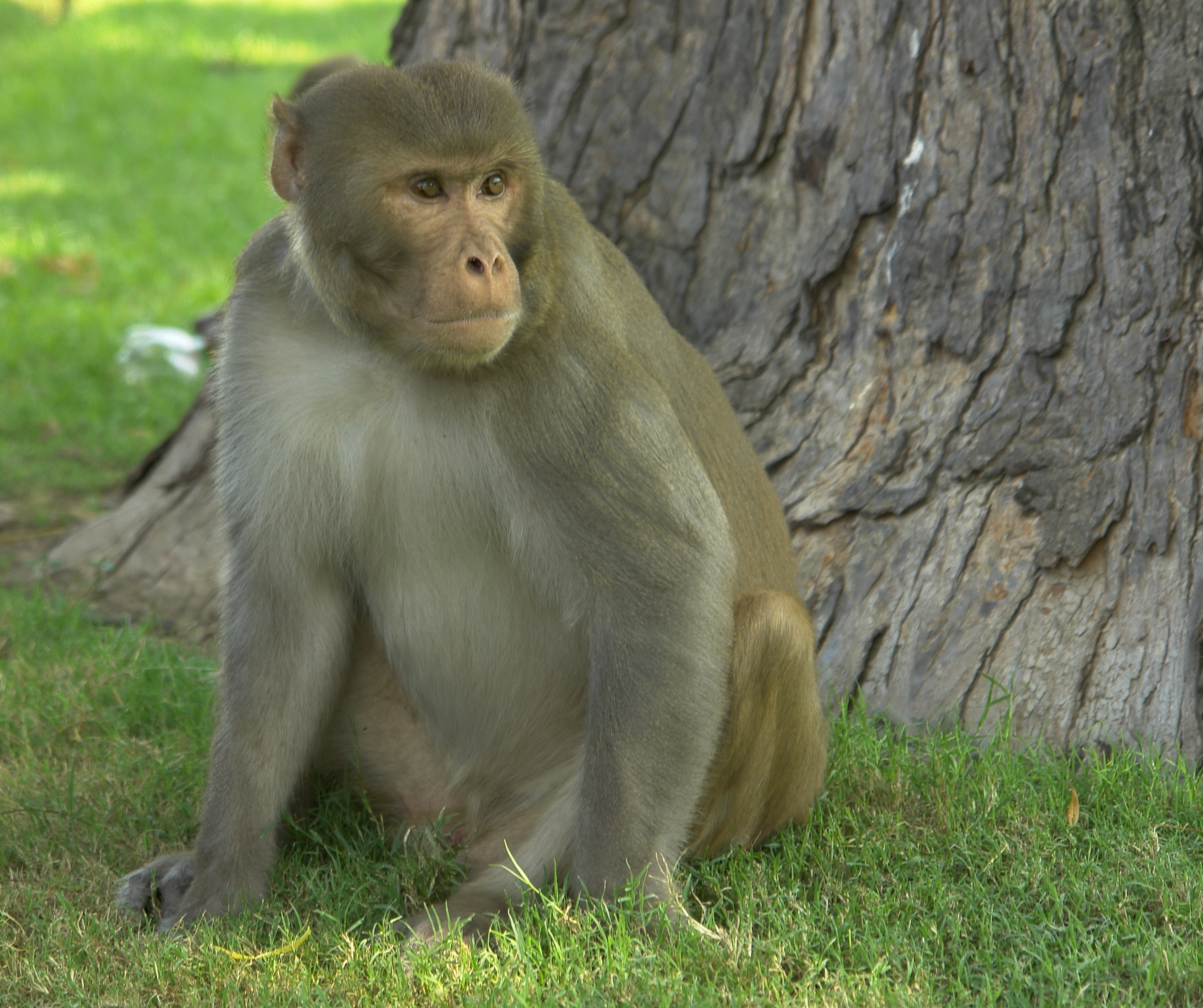
Macaco Rhesus, Red Fort, Agra

Se ha demostrado que los niveles de testosterona en los machos varían de acuerdo con el estado de ovulación de las hembras. Los machos que estuvieron expuestos a los olores de las hembras que ovulaban registraron un nivel de testosterona más alto que los que estuvieron expuestos a los olores de las hembras que no ovulaban. Estar expuesto a las señales de ovulación femenina puede aumentar la testosterona, lo que a su vez puede aumentar la motivación de los machos para participar e iniciar el comportamiento sexual. En última instancia, estos niveles más altos de testosterona pueden aumentar el éxito reproductivo de los machos expuestos a las señales de la ovulación femenina.
La relación entre la testosterona y la motivación sexual femenina es algo ambigua. La investigación sugiere que los andrógenos, como la testosterona, no son suficientes por sí solos para impulsar la motivación sexual en las hembras. En particular, los estudios con macacos rhesus han observado que la testosterona no se asoció significativamente con las variaciones en el nivel de motivación sexual en las hembras. Sin embargo, algunas investigaciones con primates no humanos sugieren un papel de los andrógenos en el comportamiento de la reproducción sexual femenina. Las monos rhesus hembras adrenalectomizadas mostraron una receptividad sexual femenina disminuida. Estudios posteriores revelaron que esta receptividad sexual disminuida era específica para la eliminación de andrógenos que pueden convertirse en estrógenos.
También se sugiere que los niveles de testosterona están relacionados con el tipo de relación en la que uno está involucrado. Los hombres que participan en relaciones poliamorosas muestran niveles más altos de testosterona que los hombres que participan en una relación de pareja única o solteros. Las mujeres poliamorosas tienen niveles más altos de testosterona y una puntuación más alta en las mediciones del deseo sexual que las mujeres solteras o las que tienen relaciones con una sola pareja.

### Estrógeno y progesterona

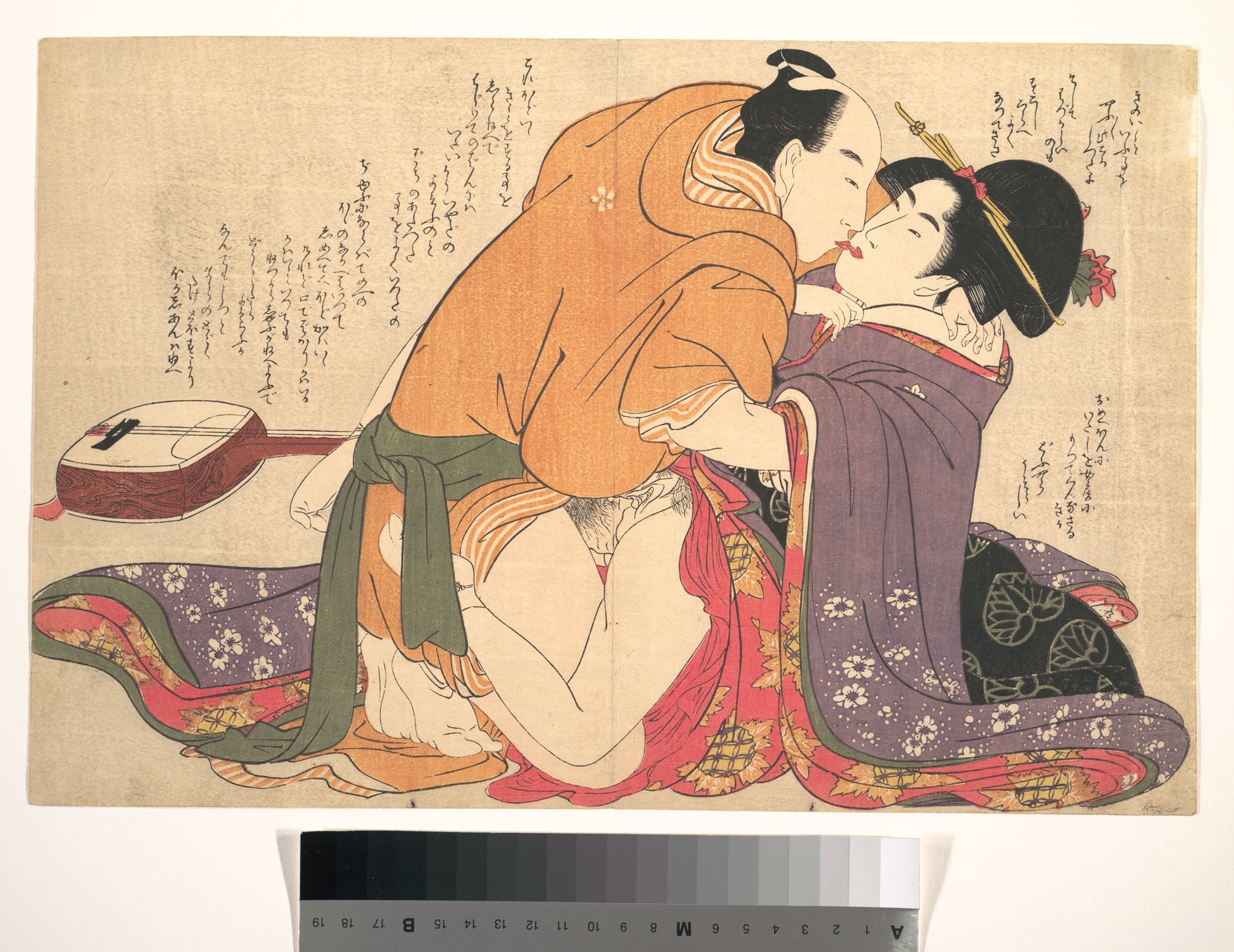

El estrógeno y la progesterona típicamente regulan la motivación para participar en el comportamiento de reproducción sexual de las hembras en las especies de mamíferos, aunque la relación entre las hormonas y la motivación sexual femenina no se entiende tan bien. En particular, se ha demostrado que los estrógenos se correlacionan positivamente con los aumentos en la motivación sexual femenina, y la progesterona se ha asociado con disminuciones en la motivación sexual femenina. El período periovulatorio del ciclo menstrual femenino a menudo se asocia con una mayor receptividad femenina y una mayor motivación sexual. Durante esta etapa del ciclo, los estrógenos se elevan en las mujeres y los niveles de progesterona son bajos. En este momento, el apareamiento puede resultar en un embarazo femenino.
Se ha demostrado que las mujeres en diferentes etapas de su ciclo menstrual muestran diferencias en la atracción sexual. Las mujeres heterosexuales que no usan píldoras anticonceptivas que están ovulando (altos niveles de estrógenos) tienen una preferencia por el aroma de los hombres con bajos niveles de asimetría fluctuante. Las mujeres heterosexuales que ovulan también muestran preferencias hacia los rostros masculinos y reportan una mayor atracción sexual a los hombres que no sean su pareja actual. Desde una perspectiva evolutiva, los aumentos de estrógenos durante los períodos fértiles en las mujeres pueden dirigir la motivación sexual hacia los hombres con genes preferenciales (la hipótesis de los buenos genes).
Después de la menopausia natural o inducida quirúrgicamente, muchas mujeres experimentan disminuciones en la motivación sexual. La menopausia se asocia con una disminución rápida del estrógeno, así como una tasa constante de disminución de los andrógenos. Se cree que la disminución de los niveles de estrógenos y andrógenos explica los niveles reducidos de deseo y motivación de reproducción sexual en mujeres posmenopáusicas, aunque la relación directa no se conoce bien.

### Oxitocina y vasopresina
Las hormonas oxitocina y vasopresina están implicadas en la regulación de la motivación sexual tanto masculina como femenina. La oxitocina se libera en el orgasmo y se asocia con el placer sexual y la formación de vínculos emocionales. Basado en el modelo de placer de la motivación sexual, el aumento en el placer de la reproducción sexual que ocurre después de la liberación de oxitocina puede alentar la motivación para participar en futuras actividades de reproducción sexual. La cercanía emocional puede ser un predictor especialmente fuerte de la motivación sexual en las mujeres y la liberación insuficiente de oxitocina puede disminuir posteriormente la excitación y la motivación de la reproducción sexual en las mujeres.
Los altos niveles de vasopresina pueden conducir a una disminución en la motivación sexual para las hembras. Un vínculo entre la liberación de vasopresina y la agresión ha sido observado en las hembras, lo que puede afectar a la excitación sexual y la motivación que lleva a sentimientos de abandono y de la hostilidad hacia la pareja sexual. En los hombres, la vasopresina está involucrada en la fase de excitación. Los niveles de vasopresina han demostrado aumentar durante la respuesta eréctil en la excitación, y la disminución de valores basales tras la eyaculación. El aumento de la vasopresina durante la respuesta eréctil puede estar directamente asociado con el aumento de la motivación para participar en el comportamiento sexual.